# TuS Hoisdorf
Der Turn- und Sportverein Hoisdorf von 1958 ist ein Sportverein aus Hoisdorf in Schleswig-Holstein, der vor allen Dingen aufgrund seiner Fußballabteilung bekannt geworden ist. Die erste Herrenmannschaft des Vereins spielte mehrere Jahre in der Oberliga Nord und ein Jahr in der Regionalliga Nord. Darüber hinaus nahm er zweimal am DFB-Pokal teil.

## Geschichte
Der Verein wurde am 21. August 1958 gegründet und spielte bis Anfang der 1980er Jahre auf Kreisebene. Der sportliche Aufschwung begann, als sich der Eigner des örtlichen Auto-Dichtungswerkes Günter Bruss finanziell beim TuS engagierte. Nach dem Bezirksligaaufstieg im Jahre 1979 folgte drei Jahre später der Aufstieg in die Landesliga Süd. Trotz renommierter Verstärkungen wie Georg Volkert wurden die Stormarner zwischen 1984 und 1986 dreimal in Folge Vizemeister. Ende 1985 wechselte mit Klaus Beck der langjährige Liga-Obmann des Hummelsbütteler SV nach Hoisdorf. Bruss lockte namhafte Spieler eigener Aussage nach Hoisdorf, indem er ihnen Arbeitsstellen verschaffte. Ab 1986 betreute Trainer Bert Ehm die Mannschaft und verstärkte das Aufgebot unter anderem mit den vormaligen Oberliga-Spielern (teils mit Erfahrung aus dem Profibereich) Manfred Mannebach, Peter Kilian, Dietmar Tönsfeldt, Robert Schubert und André Cyrkel. Ende 1986 verpflichtete Bruss einige Spieler des vom Spielbetrieb zurückgezogenen Hummelsbütteler SV. Derart verstärkt wurden die Hoisdorfer 1987 mit 56:4 Punkten überlegen Landesligameister.
Die Verbandsliga Schleswig-Holstein war für den TuS nur eine Durchgangsstation. Auf Anhieb sicherten sich die Stormarner die Verbandsligameisterschaft mit nur einer Niederlage. Das 1:2 beim VfB Kiel im September 1987 bedeutete für den TuS die erste Niederlage nach 37 Spielen ohne doppelten Punktverlust. Nach einem 2:2 im entscheidenden Aufstiegsrundenspiel gegen den VfL Herzlake stieg der TuS in die seinerzeit drittklassige Oberliga Nord auf. Trotz des Erfolges verließ Trainer Bert Ehm den Verein. Ehm bezeichnete den Mäzen Bruss als Diktator, mit dem die Zusammenarbeit „furchtbar“ sei.
Die Hoisdorfer konnten sich auch in der Oberliga schnell etablieren und gaben als Ziel die 2. Bundesliga aus. Erst am 15. Spieltag gab es gegen den 1. SC Göttingen 05 die erste Niederlage. Danach geriet die Mannschaft ins Straucheln und wurde Achter. Zur folgenden Spielzeit stieß der TuS in die Spitzengruppe vor. Zwischenzeitlich wurde Spielertrainer Mannebach entlassen, nachdem er sich wiederholt über die Einmischungsversuche von Günter Bruss beklagt hatte.
Nach einem 4:1-Sieg beim TSV Havelse war die Aufstiegsrunde zum Greifen nahe, ehe die Stormarner am letzten Spieltag durch eine 1:2-Niederlage beim 1. SC Norderstedt Platz zwei verspielten. In der ersten Runde der Deutschen Amateurmeisterschaft schied der TuS gegen den TuS Paderborn-Neuhaus aus. Ein Jahr später sorgte der Verein durch die Verpflichtung von Anthony Christian, dem Torwart der Fußballnationalmannschaft von Antigua und Barbuda, für Aufsehen. Dieser spielte fünf Mal und kassierte dabei zwölf Gegentore. Nur knapp konnte in dieser Saison der Abstieg vermieden werden.
Mäzen Bruss versuchte, während der Sommerpause 1990 eine Spielgemeinschaft mit dem VfB Lübeck zu bilden. Die SG Hoisdorf/Lübeck wurde vom Norddeutschen Fußball-Verband nach Absprache mit dem Deutschen Fußball-Bund abgelehnt, da ein solcher Schritt den Verbandsrichtlinien widersprach. Eine hingegen mögliche Fusion der beiden Vereine lehnte der VfB Lübeck ab. In der Spielrunde 1990/91 schwebte die Mannschaft in Abstiegsgefahr, deswegen musste im April 1991 Trainer Horst Feilzer gehen. Im Mai 1991 kam der zuvor bei Hansa Rostock als Jugendtrainer tätige Lothar Hahn als neuer Trainer. Hahn wurde Ende September 1991 von Jürgen Wähling abgelöst. Da der Aufstieg auch in der Saison 1991/92 nicht klappte, wechselte Bruss allein nach Lübeck. Sein Sohn Oliver übernahm den Verein und setzte statt auf hochbezahlte, ältere Spieler auf junge Talente aus der Region. 1992 endete Wählings Amtszeit als TuS-Trainer, es wurde Hans-Gerd Schildt (zuvor Holstein Kiel) geholt. Im November 1992 wurde Schildt entlassen, Torsten Blöcker übernahm das Amt übergangsweise, ehe Gerd-Volker Schock im selben Monat neuer TuS-Trainer wurde. Unter dem ehemaligen Bundesligatrainer gelang der Sprung in die neugebildete Regionalliga Nord. Anfang Dezember 1994 trat Schock von dem Amt zurück, Blöcker wurde wieder TuS-Trainer. 1995 stieg Hoisdorf als abgeschlagener Tabellenletzter aus der Regionalliga ab. Werner Jätschmann kam im September 1995 als Trainer.
Im Februar 1997 Peter Nogly übernahm das Traineramt und führte die Stormarner 1998 zur Vizemeisterschaft der Oberliga Schleswig-Holstein/Hamburg hinter Holstein Kiel. In den Aufstiegsspielen zur Regionalliga mussten sich die Hoisdorfer dem BV Cloppenburg geschlagen geben. Drei Jahre später kündigte auch Oliver Bruss an, sein finanzielles Engagement zu beenden. Nachdem Fusionsgespräche mit dem SV Eichede gescheitert waren, kündigte der Verein zu Beginn der Rückrunde an, sich zur kommenden Saison in die Bezirksliga zurückzuziehen. Als Vizemeister verabschiedeten sich die Hoisdorfer aus der Oberliga. Seit dem Abstieg im Jahre 2008 spielt der TuS in der Kreisliga Stormarn. Sechs Jahre später ging es in die Kreisklasse hinunter, doch gelang 2015 der Wiederaufstieg in die neu gebildete Kreisliga Stormarn/Lauenburg und 2019/20 als Vizemeister die Rückkehr in die Verbandsliga (7. Liga).
Zweimal erreichte der TuS die zweite Runde des DFB-Pokals: 1988 schied man nach einem 3:0-Sieg über Rot-Weiß Oberhausen zu Hause gegen den FC Bayern München vor 18.000 Zuschauern im Lübecker Stadion an der Lohmühle mit 0:4 aus. 1989 wurde zunächst der FSV Salmrohr mit 3:1 bezwungen, ehe man gegen den TSV 1860 München mit 0:2 verlor.

## Erfolge
- Schleswig-Holsteinischer Landesmeister: 1988
- SHFV-Pokalsieger: 1988, 1989
- Vizemeister der Oberliga Hamburg/Schleswig-Holstein: 1998